# Manuel Marrero Cruz
Manuel Marrero Cruz (Holguín, 11 de julho de 1963) é um político cubano e atual primeiro-ministro de Cuba.
Cruz é a primeira pessoa a ocupar o cargo de primeiro-ministro do país em 43 anos. Membro do Partido Comunista de Cuba, Marrero atuou como Ministro do Turismo do país de 2004 até sua nomeação para o cargo de primeiro-ministro em 2019. Ele era anteriormente arquiteto e ocupava o cargo de coronel no exército de seu país.

## Primeiro-ministro de Cuba
O cargo de  primeiro-ministro de Cuba havia sido abolido por Fidel Castro em 1976 – quando passou a acumular essas funções com a de chefe de estado. No entanto, após o referendo constitucional cubano de 2019, o escritório do primeiro-ministro de Cuba foi restabelecido.
O presidente Miguel Díaz-Canel nomeou formalmente Marrero para atuar como primeiro-ministro, nomeação que foi confirmada por unanimidade pela Assembleia Nacional. O tempo de mandato para os primeiros-ministros sob a nova constituição cubana é de cinco anos.